# هوبرتوس أمير ساكس كوبورج وغوتا (1909-1943)
هوبرتوس أمير ساكس كوبورج وغوتا (24 أغسطس 1909 - 26 نوفمبر 1943) كان عضوا في مجلس نواب ساكس كوبورغ غوتا والابن الثاني والأكبر لتشارلز إدوارد دوق ألباني وساكس كوبورج وغوتا وزوجته الأميرة فيكتوريا أديلايد شليزفيغ هولشتاين.

## عن حياته
ولد الأمير هوبرتوس على 24 أغسطس 1909، في ألمانيا وكان عضوا في مجلس نواب ساكس كوبورغ غوتا والابن الثاني والأكبر لتشارلز إدوارد دوق ألباني وساكس كوبورج وغوتا وزوجته الأميرة فيكتوريا أديلايد شليزفيغ هولشتاين.

## وفاته
توفي الأمير هوبرتوس في 26 نوفمبر 1943 في أوكرانيا عن عمر يناهز 34 سنة.